# Fausto Aragón
Fausto Aragón o su nombre real Faustino José Izquierdo (Buenos Aires, Argentina, 1917 - ibídem, 3 de noviembre de 1968) fue un actor de cine, teatro y televisión argentino. Su esposa fue la actriz Leda Zanda.

## Carrera
Definido como un actor recio, sobrio y atento a lo cambiante de sus papeles, brilló especialmente en el teatro. También se destacó en algunas películas durante la época de oro del cine argentino.

## Filmografía
- 1954: Horas marcadas
- 1957: El hombre señalado
- 1966: Todo sol es amargo[3]

## Televisión
- 1961: Telebiografías
- 1961: Noches de teatro, por Canal 9.
- 1961: Ciclo de teletatro de Alfredo Alcón, teleteatro Un rey poderoso y melancólico.
- 1966: Los días de Julián Bisbal, por Canal 13.
- 1966/1967: Cuatro hombres para Eva[4]

## Teatro
- Noche de cólera (1951), estrenada en el Teatro Lasalle, obra que tuvo que abandonar tras padecer un fuerte dolor en el disco de la columna vertebral.
- Juan Gabriel Borkman (1954), en el Teatro Colonial.
- Soledad para cuatro (1955), de Ricardo Halac.
- El rey de los fósforos (1961), de Ulyses Petit de Murat
- El deseo bajo los olmos (1961)
- Tres veces en un día (1963), dirigida por Mario Soffici en el Teatro Odeón, con María Vaner, Jorge Morales, Alfredo Torales, Atilio Marinelli y María Esther Corán.[5]
- Los últimos (1965), en el IFT.
- Estela de madrugada (1965), junto con María Elina Rúas
- Los días de Julián Bisbal (1966)